# Họ Mồng tơi
Họ Mồng tơi (danh pháp khoa học: Basellaceae, đồng nghĩa: Anrederaceae J. Agardh, Ullucaceae Nakai) là một họ thực vật có hoa. Họ này được một số nhà phân loại thực vật công nhận.
Hệ thống APG II năm 2003 (không thay đổi từ hệ thống APG năm 1998), cũng công nhận họ này và đặt nó trong bộ Cẩm chướng (Caryophyllales) của nhánh thực vật hai lá mầm thật sự phần lõi (core eudicots). Họ này bao gồm khoảng 20 loài thực vật thân thảo (một số là dây leo) trong 4-6 chi:
- Anredera
- Basella
- Boussingaultia
- Tandonia?
- Tournonia
- Ullucus

Các thành viên có tầm quan trọng kinh tế có mồng tơi Nam Mỹ (ulluco) và mồng tơi trắng.

## Hình ảnh

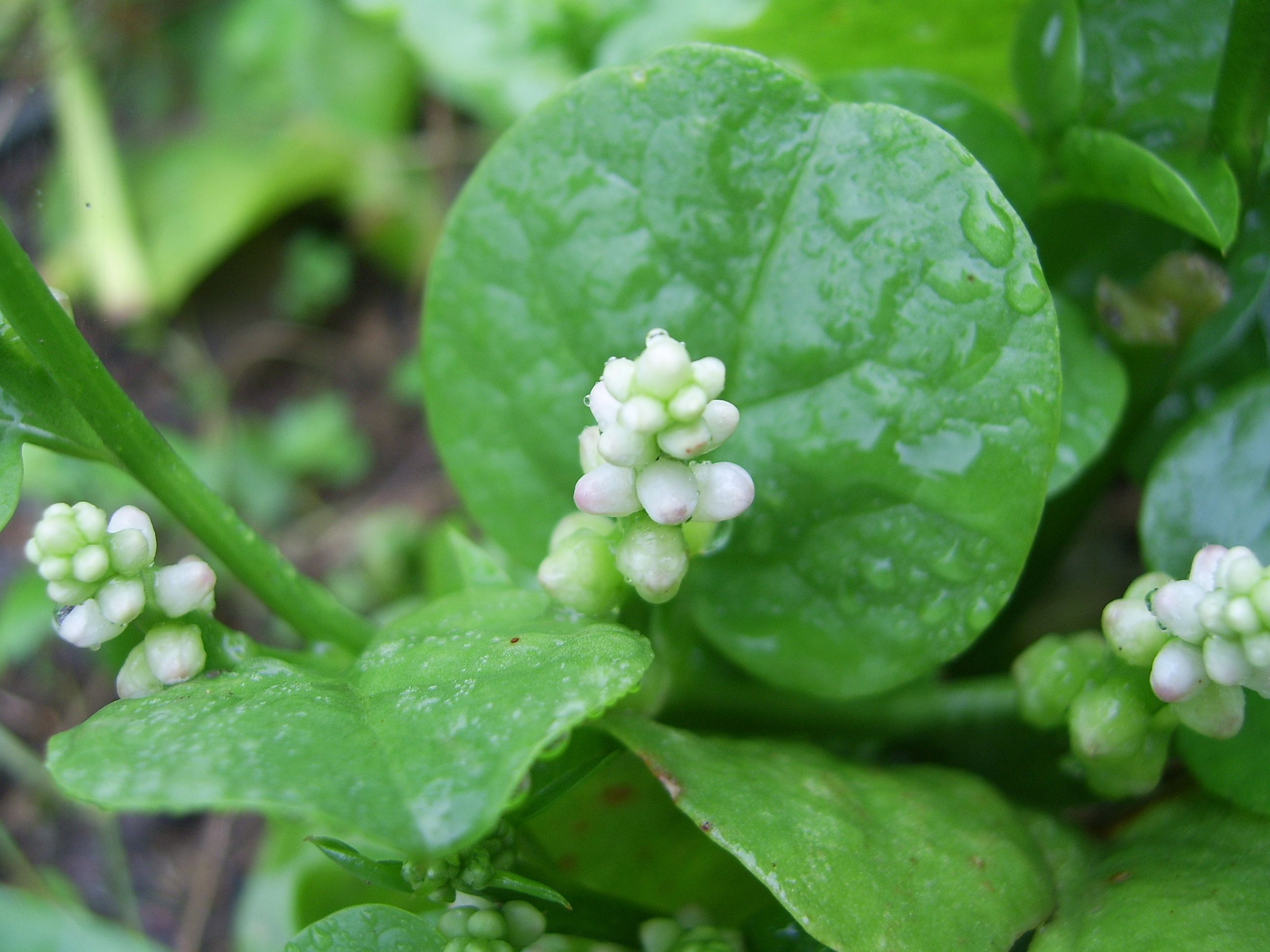
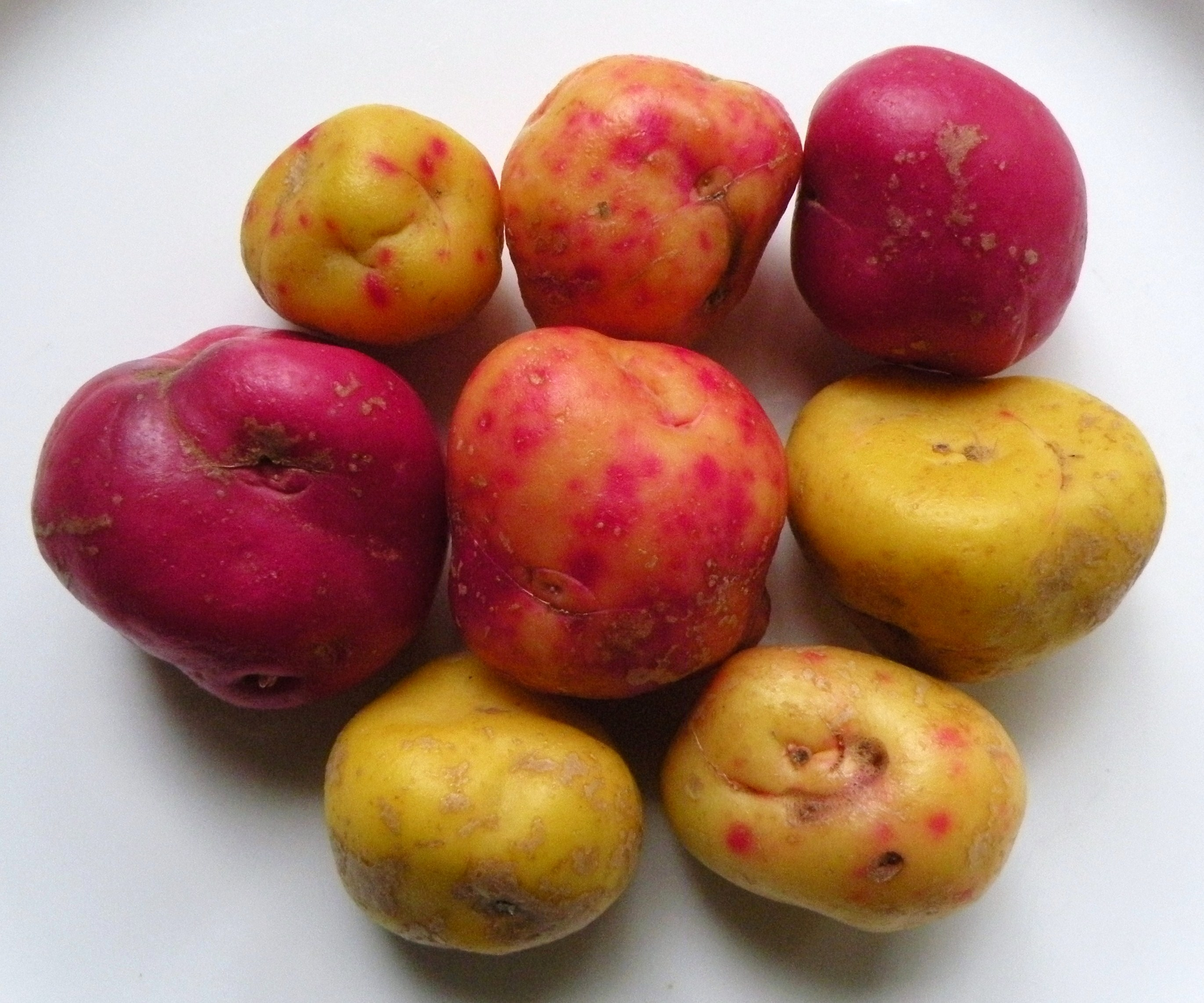
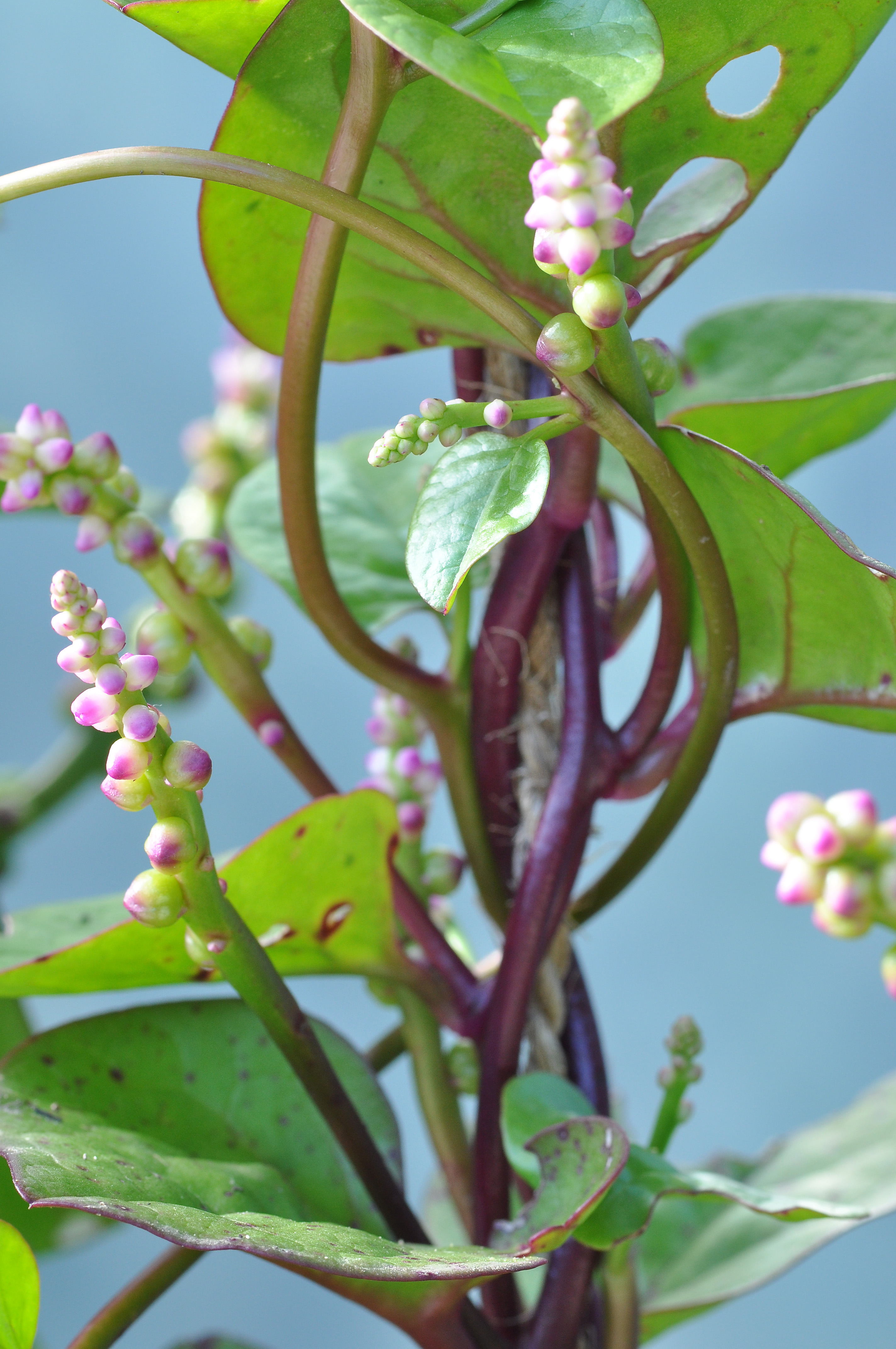